# Preonzo
Preonzo és un municipi del cantó de Ticino (Suïssa), situat al districte de Bellinzona.

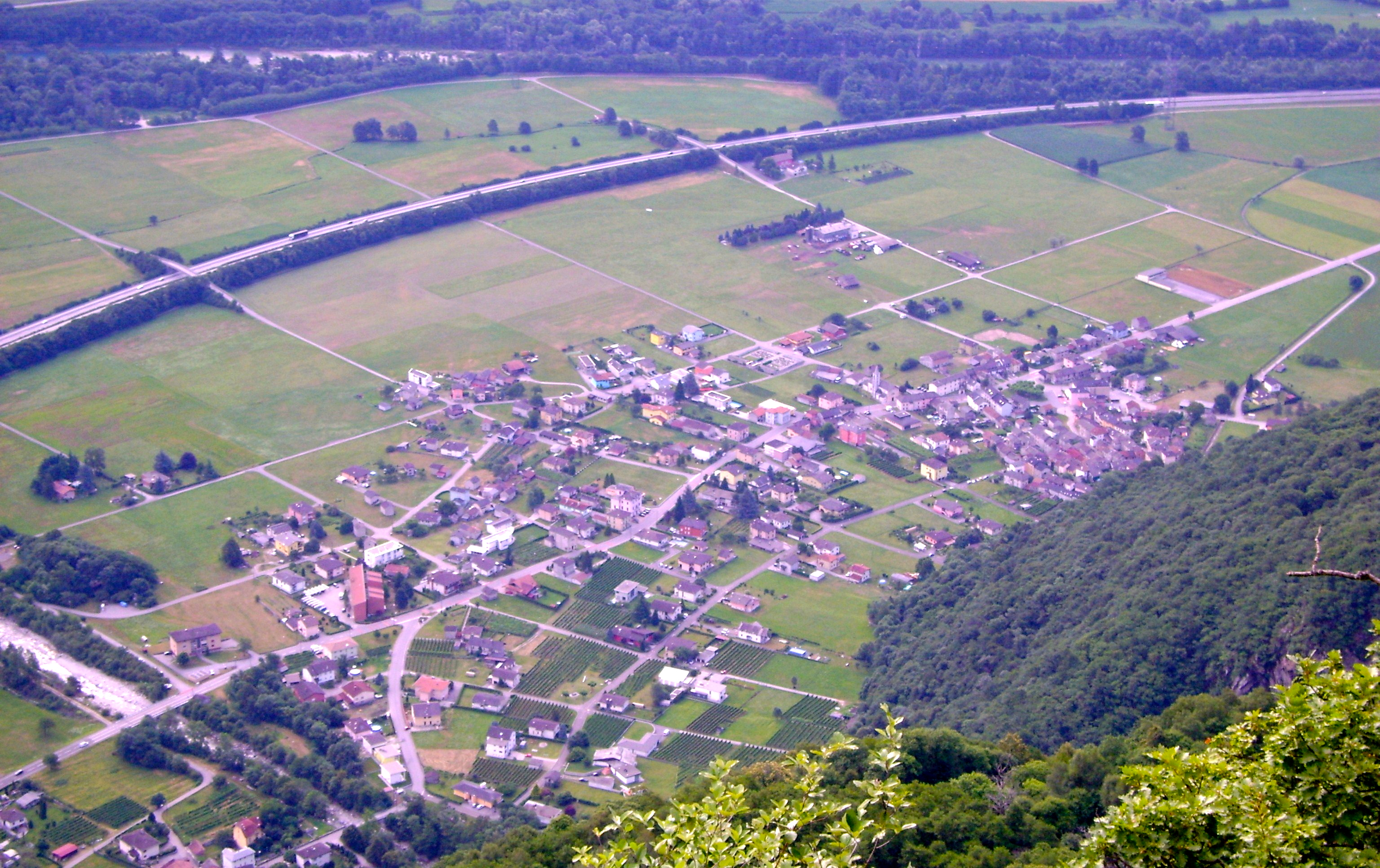
Preonzo